# Вагон моделі 61-779

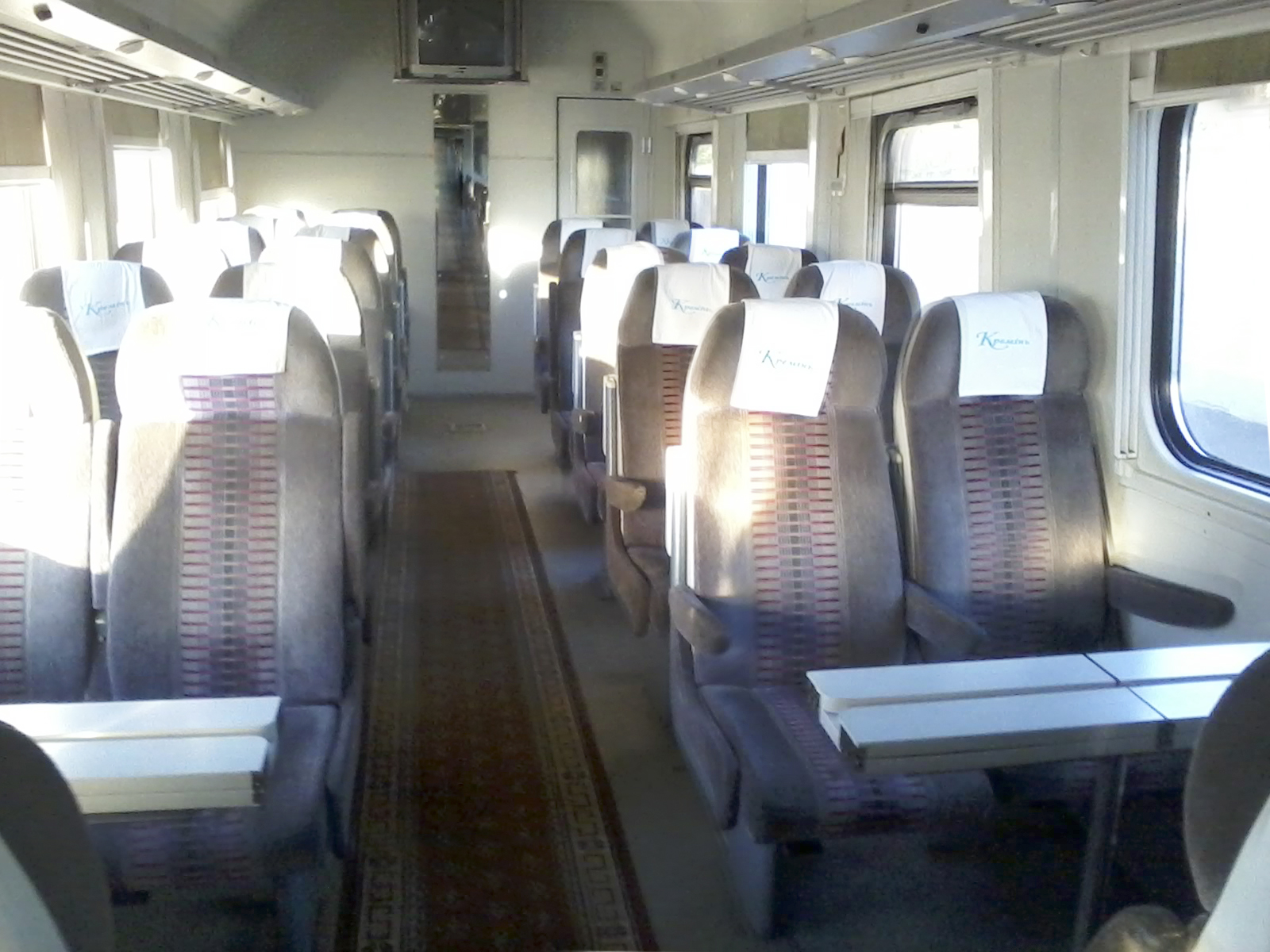
Інтер'єр вагона моделі 61-779Д

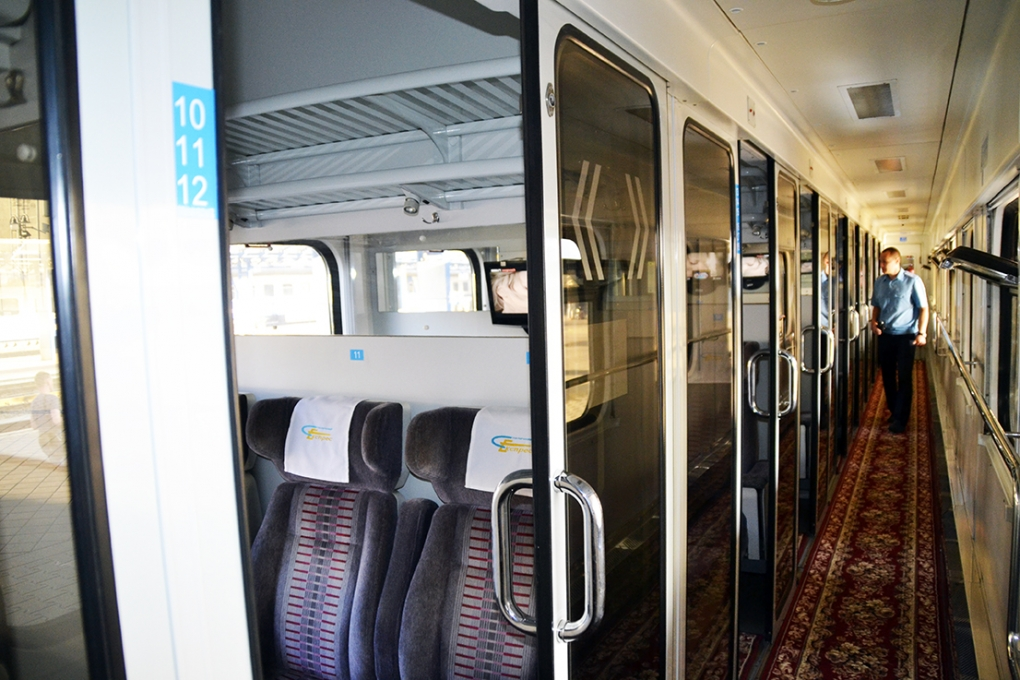
Інтер'єр купейного вагона з місцями для сидіння у складі поїзда Київ — Миколаїв — Херсон

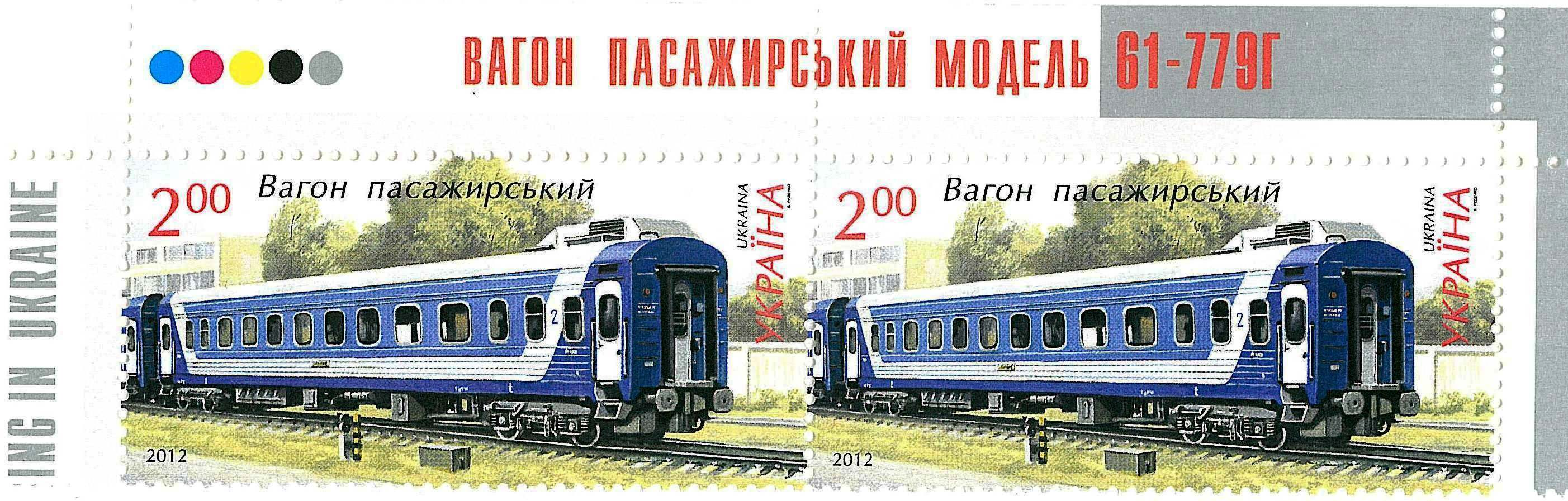
Поштова марка із зображенням вагона моделі 61-779Г

Вагон моделі 61-779 — лінійка пасажирських вагонів виробництва Крюківського вагонобудівного заводу. Виробництво вагонів 61-779 з машинокомплектів Крюківського ВБЗ налагоджено на Гомельському вагонобудівному заводі.

## Експлуатація

### Україна
Перший вагон вітчизняного виробництва було побудовано і презентовано у серпні 2001 року.
Перші пасажирські вагони виробництва КВБЗ розпочали роботу у липні 2002 року в складі «Столичного експресу» сполученням Харків — Київ. Другий склад «Столичного експресу» було введено в експлуатацію у листопаді 2002 року. У 2003 році третій склад з'єднав Київ з Дніпропетровськом. У 2005 році купейними вагонами КВБЗ оновлено поїзд Київ — Москва.
15 квітня 2008 року відбулася передача 16 вагонів — поїзд «Галичина» № 92/91 Львів — Київ.
Вагонами 61-779 повністю або частково укомплектовано склади таких поїздів:
- Львівська залізниця
  - ЛВЧД-1 Львів
    - «Західний експрес» № 12/11 Львів — Одеса
    - «Львів» № 92/91 Львів — Київ

- Одеська залізниця
  - ЛВЧД-3 Одеса
    - «Чорноморець» № 106/105 Одеса — Київ

- Південна залізниця
  - ВЧ-1 Харків
    - «Владислав Зубенко» № 15/16 Харків — Рахів
    - «Сковорода-Експрес» № 17/18 Харків — Ужгород
    - «Вечірні зорі» № 21/22 Харків — Трускавець
    - «Оберіг» № 63/64 Харків — Київ

  - ВЧ-3 Суми
    - «Столичний експрес» № 775/776 Харків — Київ
    - «Гетьман Сагайдачний» № 798/797 Суми — Харків

  - ВЧ-4 Кременчук
    - «Столичний експрес» № 792/791 Кременчук — Київ

- Південно-Західна залізниця
  - ВЧ-1 Київ
    - «Нічний експрес» № 38/37 Київ — Запоріжжя
    - «Кобзар» № 49/50 Київ — Трускавець

Також вагони 61-779 експлуатуються у складах поїздів формування Донецької залізниці та ЛВЧД-1 Дніпропетровськ Придніпровської залізниці.

### Білорусь
Білорусь стала першою країною, до якої КВБЗ почав експортувати пасажирські вагони. У 2008 році розпочалося виробництво вагонів 61-779 на Гомельському вагонобудівному заводі з машинокомплектів КВБЗ. Протягом 2008 року було поставлено 20 вагонокомплектів, у 2009 році — 25, у 2010 — 17, у 2011 — 4, у 2013 — 23. Вагони 61-779 курсують у складах фірмових поїздів:
- «Білорусь» № 2/1 Мінськ — Москва;
- «Сож» № 56/55 Гомель — Москва;
- «Білий лелека» № 86/85 Мінськ — Київ[8].

### Казахстан
У листопаді 2011 року Крюківський вагонобудівний завод відправив першу партію з 12 купейних вагонів-трансформерів замовнику — АТ «Пасажирська лізингова вагонна компанія» (дочірня компанія АТ «Пасажирські перевезення»). У 2012 році компанія придбала 49 вагонів, у 2013 — ще 49. Вагонами 61-779 укомплектовано склади фірмових поїздів «Бәйтерек» № 10/9 Астана — Алмати та «Маңғыстау» № 37/38 Мангишлак — Астана.

### Таджикистан
У грудні 2012 року державному унітарному підприємству «Рохі охані Точікістон» («Таджицька залізниця») передано 15 вагонів: 11 плацкартних, 3 купейних (в тому числі один з купе начальника поїзда) і вагон-ресторан. Вагони експлуатуються у складі поїзда № 329/330 Душанбе — Москва.

## Технічні характеристики
- Довжина вагона по осях автозчеплень — 26 696 мм
- Ширина вагона — 3 021 мм
- База вагона — 19 000 мм
- Габарит відповідно до ГОСТу:
  - кузова — 1-ВМ
  - візка — 02-ВМ
- Конструкційна швидкість — 160 км/год
- Термін служби — 30 років

## Моделі
| Модель              | Тип                                                          | Кількість місць            | Кількість місць                                |
| Модель              | Тип                                                          | для пасажирів              | для людей з інвалідністю (на кріслах колісних) |
| ------------------- | ------------------------------------------------------------ | -------------------------- | ---------------------------------------------- |
| 61-779              | Купейний вагон                                               | 40                         | —                                              |
| 61-779И             | Купейний вагон                                               | 34                         | 1                                              |
| 61-779А             | Спальний купейний вагон                                      | 20                         | —                                              |
| 61-779Б             | Купейний вагон з місцями для сидіння                         | 45                         | —                                              |
| 61-779В             | Купейний вагон з місцями для сидіння і купе бригадира        | 42                         | —                                              |
| 61-779Г             | Купейний вагон з місцями для сидіння та багажним відділенням | 42                         | —                                              |
| 61-779Д             | Вагон відкритого типу з місцями для сидіння                  | 68                         | —                                              |
| 61-779ДИ            | Вагон відкритого типу з місцями для сидіння                  | 60                         | 1                                              |
| 61-779Е             | Вагон відкритого типу з місцями для сидіння та баром         | 30                         | —                                              |
| 61-779Е1            | Вагон-ресторан                                               | 44                         | —                                              |
| 61-779Э, 61-779ЭГ   | Купейний вагон                                               | 40                         | —                                              |
| 61-779ЭИ, 61-779ЭГИ | Купейний вагон                                               | 34                         | 1                                              |
| 61-779ЭА, 61-779ЭГА | Спальний купейний вагон                                      | 20                         | —                                              |
| 61-779П             | Плацкартний вагон                                            | 58                         | —                                              |
| 61-779Р             | Вагон-ресторан                                               | 40                         | —                                              |
| 61-779Т             | Купейний вагон-трансформер                                   | 40 спальних або 60 сидячих | —                                              |
| 61-7014             | Вагон-гараж                                                  | —                          | —                                              |
| 61-7093             | Багажний вагон                                               | —                          | —                                              |